# Friedrich Stöxen
Friedrich Heinrich Stöxen (* 25. Februar 1872 in Bremen; † 12. Februar 1939 in Bremen) war ein Bremer Bürgerschaftsabgeordneter und Senator (SPD).

## Biografie
Ausbildung und Beruf
Stöxen besuchte die Volksschule und erlernte den Beruf eines Graveurs, den er bis 1905 ausübte. Von 1905 bis 1923 wirkte er als Angestellter der Bremer Parteidruckerei und von 1923 bis 1933 als Geschäftsführer und Redakteur der SPD-Zeitung Delmenhorster Volkswacht bzw. ab 1930 Delmenhorster Volksblatt. 
Politik
Stöxen wurde Mitglied der SPD und er war in der Gewerkschaft. Von 1900 bis 1904 war er Vorsitzender des Lokalverbands der Gold- und Silberarbeiter bzw. der Sektion der Gold- und Silberarbeiter im Deutschen Metallarbeiter-Verband in Bremen und von 1904 bis 1905 Vorsitzender der Filiale des Metallarbeiterverbands in Bremen.
1914 wurde er SPD-Distriktsführer in Bremen. Er war in der 14. bis 16. Wahlperiode von 1908 bis 1918 Mitglied der Bremischen Bürgerschaft und nach dem Ersten Weltkrieg 1919/1920 Mitglied in der verfassunggebenden Bremer Nationalversammlung. Vom April 1919 bis zum Juli 1920 wurde er zum Bremer Senator im Senat unter Karl Deichmann (SPD) berufen.
Weitere Mitgliedschaften und Ämter
- 1914 bis 1916: Beisitzer beim Gewerbegericht
- 1914 bis 1922: Ausschussmitglied der Landesversicherungsanstalt Bremen